# Dzvinosa
Dzvinosa (vitryska: Дзвіноса) är ett vattendrag i Belarus.   Det ligger i voblasten Minsks voblast, i den norra delen av landet, 70 km norr om huvudstaden Minsk.